# Giorge Díaz
Giorge Díaz Loren (Manuel Tames, 16 settembre 1970) è un ex giocatore di baseball cubano.

## Palmarès

### Olimpiadi
- Oro a Barcellona 1992.